# まつりうた
『まつりうた』は、1976年7月25日に発売された松田優作のデビュー・アルバム。

## 概要
山西道広ら芝居仲間、後に『人間の証明』など優作主演の映画の音楽を担当することになる大野雄二、その他優作自らが選んだ作家陣が楽曲を提供している。
なお、優作は歌詞カードのために「お祭りのうた」の歌詞を自筆しており、この歌詞カードはCDでも再現されている。
バップ（ミュージックファイルシリーズ）からのCD化に際し、ボーナス・トラックが追加された。
長らくCD化されていなかったが、2008年6月11日『SLOW NUANCE 松田優作 CD-BOX』 (完全生産限定盤、紙ジャケット仕様、K2 HDマスタリング版)の1枚目に収録・発売された。

## 収録曲
| #  | タイトル           | 作詞     | 作曲     | 編曲         | 時間 |
| -- | ------------------ | -------- | -------- | ------------ | ---- |
| 1. | 「銀次慕情」       | 松田優作 | 山西道広 | あかのたちお | 5:47 |
| 2. | 「こんな男に」     | 松田優作 | 山西道広 | あかのたちお | 3:42 |
| 3. | 「居酒屋」         | 佐井好子 | 佐井好子 | 大野雄二     | 3:34 |
| 4. | 「涙だけが」       | 高山厳   | 高山厳   | 山木幸三郎   | 4:33 |
| 5. | 「色とりどりの町」 | 松田優作 | 大野雄二 | 大野雄二     | 4:32 |

| #   | タイトル         | 作詞         | 作曲       | 編曲       | 時間 |
| --- | ---------------- | ------------ | ---------- | ---------- | ---- |
| 6.  | 「ある子供の話」 | じんのみさき | 山木幸三郎 | 山木幸三郎 | 3:25 |
| 7.  | 「風が吹く……」   | 藤田弓子     | 大野雄二   | 大野雄二   | 4:23 |
| 8.  | 「無人の島」     | 佐井好子     | 佐井好子   | 大野雄二   | 5:03 |
| 9.  | 「光と風の戯れ」 | 原田章代     | 原田芳雄   | 大野雄二   | 4:26 |
| 10. | 「お祭りのうた」 | 松田優作     | 山西道広   | 吉川忠英   | 5:19 |

| #   | タイトル                           | 作詞     | 作曲     | 編曲         | 時間 |
| --- | ---------------------------------- | -------- | -------- | ------------ | ---- |
| 11. | 「お祭りのうた（別ヴァージョン）」 | 松田優作 | 山西道広 | あかのたちお | 5:30 |

## 曲解説
1. 銀次慕情
優作脚本・演出の芝居の挿入歌。
2. こんな男に
3. 居酒屋
4. 涙だけが
5. 色とりどりの町
6. ある子供の話
7. 風が吹く……
8. 無人の島
9. 光と風の戯れ
10. お祭りのうた
優作演出の芝居の挿入歌。優作自筆の歌詞では「おまつりのうた」と書かれている。
11. お祭りのうた（別ヴァージョン）
優作がアレンジに納得できなかったためNGになっていたが、CD化の際にボーナス・トラックとして追加された。

## 発売履歴
| 発売日        | レーベル                       | 規格 | 規格品番   | 備考 |
| ------------- | ------------------------------ | ---- | ---------- | --- |
| 1976年7月25日 | 東宝レコード                   | LP   | AX-5001    | |
| 1993年11月1日 | バップ                         | CD   | VPCD-81031 | 『松田優作サウンド・メモリアル』として発売。                                                                         |
| 2008年6月11日 | ビクター・エンターテインメント | CD   | VIZL-274   | 『SLOW NUANCE』 (紙ジャケCD BOX、K2 HDマスタリング版)の1枚。1993年CD化の「お祭りのうた（別ヴァージョン）」は未収録。 |